# چارلز ای. بوتل
چارلز ادیسون. بوتل (Charles Addison Boutelle)‏ (۹ فوریه ۱۸۳۹–۲۱ مه ۱۹۰۱)، ملوان آمریکایی، ناخدا، افسر نیروی دریایی، کهنه سرباز جنگ داخلی، سردبیر روزنامه، ناشر، سیاستمدار محافظه‌کار جمهوری‌خواه و نمایندهٔ نُه دوره‌ای ناحیهٔ چهارم کنگره مِین در کنگره ایالات متحده بود. بلاند دومین نمایندهٔ ایالات متحده با سابقهٔ طولانی خدمت از مِین است، اولی آن همکار او توماس براکت رید بود.

## اوایل زندگی
بوتل در داماریسکوتا شهرستان لینکلن ایالت مِین در خانوادهٔ چارلز و لوسی ای. (کورتیز) بوتل متولد شد. در سال ۱۸۴۸ خانواده‌اش از داماریسکوتا به برانزویک در ایالت مِین نقل مکان نمود. بوتل در مدارس دولتی برانزویک درس خواند و بعداً در سال‌های ۱۸۵۰ و ۱۸۵۱ در آکادمی بارموث پذیرفته شد.

## حرفهٔ نیروی دریایی
پدر بلاند ناخدا بود و خود چارلز در سن پانزده سالگی ملوان شد. یازده سال آینده را به‌عنوان ملوان سپری کرد و به توانائی خود و بدون اتکاء به دیگران در ۱۸۶۰ میلادی ناخدا شد. به‌منظور سهم گرفتن در جنگ کشور، از یک سفر دریایی دو ساله در سال ۱۸۶۲ برگشت و داوطلبانه به نیروی دریایی خدمت کرد و در ۵ آوریل سال ۱۸۶۲ به سرپرستی کاپیتان کشتی گماشته شد.
بلاند در پاول جانیز که یک ناوچهٔ توپ‌دار بخار دوطرفه و دو چرخه بود و به گردان‌های هوایی محاصره اقیانوس‌اطلس جنوبی اختصاص داده شده بود، خدمت کرد. در جریان این مأموریت ناو کم عمق، به جمع‌آوری اطلاعات، گشت‌زنی در راه‌های خروجی رودخانه و پاسداری در برابر ترافیک دریایی مؤتلفه (که در تلاش دوام دادن به محاصره دریایی خط ساحل جورجیا بود)، مشغول بود.
مأموریت بعدی بلاند بر کشتی ساساکوس بود، یک ناوچهٔ توپدار بخار دوسره که مشغول محاصره چارلستون و ویلمینگتون بود. در ۵ مه سال ۱۸۶۴ زمانی‌که در آن کشتی جنگی مأموریت داده شد، کشتی او همراه با سایر کشتی‌های جنگی اتحادیه با کشتی سی‌اس‌اس البمارل زرهی کنفدراسیون وارد جنگ شد. در جریان این درگیری ساساکوس با البمارل که در تلاش فرار بود، برخورد کرد. ساساکوس مستقیماً از سمت راست دیگ بخار برخورد کرد و پس از انفجار دیگ، آسیب قابل توجهی را متحمل شد. در جریان آن نبرد از بوتل «به‌خاطر رفتار شجاعانه» یادآوری شد و این کار سبب شد که به درجه ستوان داوطلب که بالاترین درجهٔ اعطاء شده برای افسران داوطلب خارج از نیروهای دریایی دائمی بود، ارتقا یابد.
متعاقباً استوان بوتل، فرماندهی کشتی جنگی نایاناز یکی دیگر از کشتی‌های بخار کم عمق و زره پوش سبک معروف به 'تینکلادز' را به‌عهده گرفت. در جریان فرماندهی بوتل، کشتی جنگی نایاناز در ۵ ماه اوت سال ۱۸۶۴ تحت فرماندهی دریاسالار دیوید فراگوث در نبرد خلیج موبایل شرکت نمود که در آنجا تسلیم‌گیری ناوگان کنفدراسیون به ستوان بوتل نسبت داده شد. پس از پیروزی در نبرد موبایل، بوتل به فرماندهی نیروهای دریایی اتحادیه در باریکهٔ می‌سی‌سی‌پی گماشته شد.
ستوان بوتل الی پایان جنگ زمانی‌که داوطلبانه ترک خدمت کرد، به خدمت در نیروهای دریایی ادامه داد. در ۱۴ ژانویه سال ۱۸۶۶ ترخیص افتخاری برایش اعطاء گردید.
به‌زودی پس از خروج از خدمت در نیروی دریایی در ۱۶ مه سال ۱۸۶۶ در آگوستا زادگاه عروس با الیزابت («لیزی») هادسدون دختر وکیل و معاون ایالت مِین، ارتشبد جان. ال. هادسدون ازدواج نمود. آن‌ها جمعاً سه دختر به‌نام‌های گرس هادسدون بوتل، الیزابت بوتل و آن («آنی») کورتیز بوتل، داشتند. در سال ۱۸۹۰ آن بوتل رزم‌ناو محافظت شده به‌نام نیوآرک که نخستین رزم‌ناو مدرن نیروهای دریایی ایالات متحده بود، را طراحی کرد.

## سردبیر روزنامه و ناشر
بوتل پس از جنگ، کاپیتان یک کشتی بخار که بین نیویورک و ویلمینگتون رفت و آمد می‌کرد، شد. بوتل مدت کوتاهی با یکی از بنگاه‌های دلالی نیویورک همکاری می‌کرد اما در سال ۱۸۷۰ برای سمت سردبیری یک روزنامهٔ جمهوری‌خواه به‌نام دیلی ویگ و کوریر بانگر، پیشنهاد شد. بوتل این سمت را به‌عهده گرفت و خانوادهٔ نو تشکیل خود را به بانگر در ایالت خود در مِین انتقال داد که تا پایان عمر در آنجا زندگی نمودند.
بوتل یک سردبیر پویا بود و این روزنامه تحت رهبری او به یکی از تأثیرگذارترین روزنامه در ایالات شمال‌شرقی ایالات متحده تبدیل شد. به‌مجرد مرگ جی.اچ. لایند مالک روزنامه، بوتل همراه با یک شریک به‌نام بی.ای. بور در ۱۵ مه سال ۱۸۷۴ روزنامهٔ دیلی ویگ و کوریر را خرید. بوتل به کنترل فعالانه سردبیری ادامه داد تا این‌که بیماری و رقابت روزافزون او را مجبور ساخت که روزنامه را در مارس ۱۹۰۰ به فروش برساند.

## حرفهٔ سیاسی
مواضع سرمقالهٔ جمهوری‌خواه شدیداً محافظه کارانهٔ بوتل، او را بیشتر به سیاست‌های ایالتی و ملی کشاند. در سال ۱۸۷۶ به‌عنوان نمایندهٔ ناحیه‌ای در کنوانسیون ملی جمهوری‌خواهان در سینسیناتی انتخاب شد و به‌عنوان رئیس انجمن مِین (جیمز. جی) بلین در کنوانسیون ملی سال ۱۸۸۰ خدمت کرد. بوتل با کسب شهرت بیشتر در حزب جمهوری‌خواه ایالتی، نماینده ایالت مِین در کمیتهٔ ملی جمهوری‌خواهان در کنوانسیون ملی سال ۱۸۸۴ معرفی جیمز. جی. بلین، انتخاب شد. وی نمایندهٔ کل و رئیس هیئت نمایندگی ایالت مِین در کنوانسیون ملی جمهوری‌خواهان سال ۱۸۸۸ بود که در جریان آن پیامی تلگرافی مبنی بر رد نامزدیش را از شهر بلین قرائت نمود. از سال ۱۸۷۵ تا سال ۱۸۸۲ عضو کمیتهٔ ایالتی جمهوری‌خواه مِین بود.

### عضو مجلس نمایندگان ایالات متحده
به‌عنوان یک انتخاب مسلم برای کنگره، بوتلر در ۲۴ ژوئن سال ۱۸۸۰ در نخست به‌عنوان کاندیدا جمهوری‌خواه برای ناحیهٔ چهارم کنگره مِین (شامل شهرستان‌های آروستوک، پنوبوسکات، پیسکاتاکوئیس و واشینگتن) کاندیدا شد اما با تفاوت کم (با ۸۵۵ رأی) توسط  جورج دبلیو لاد از حزب گرین‌بک که متصدی برحال همان پُست بود، شکست خورد. در انتخابات سال ۱۸۸۲ با اکثریت قابل توجه آرا، نمایندهٔ کل ایالت مِین در کنگره چهل و هشتم انتخاب شد و متعاقباً در تمامی انتخابات بعدی نمایندهٔ ناحیهٔ چهارم انتخاب شد تا اینکه در سال ۱۹۰۱ استعفا کرد.
بوتل، عضو مجلس نمایندگان آمریکا با بهره‌گیری از پیشینهٔ کار در نیروی دریایی، به‌عنوان رئیس کمیتهٔ امور نیروهای دریایی در کنگره‌های پنجاه و یکم، پنجاه و چهارم، پنجاه و پنجم و پنجاه و ششم خدمت کرد. در جریان تصدی در این سمت، رهبری قدرت‌مندی را در مدرن سازی نیروی دریایی ایجاد کرد و در توسعهٔ اولین کشتی‌های جنگی فولادی همراه با صنایع حامی ساخت و ساز و تجهیز آن‌ها، نقش کارساز و اساسی داشت. پیشرفت کارخانهٔ کشتی‌سازی بت آیرون ورکز را می‌توان تا یک حدی به جایگاه رهبری وی نسبت داد.
بوتل عضو کنگره که یک سخنران کاریزماتیک کمتر از یک نویسنده نبود، در حمایت از مواضع جمهوری‌خواهان در مباحث بزرگ عصر خود، سرسخت بود. از بوتل به‌ویژه به‌خاطر سخنرانی در رابطه با مسئلهٔ الحاق هاوایی (کنگره پنجاه و سوم) و اختلاف مرزی بین بریتانیایی کبیر و ونزوئلا (کنگره پنجاه و چهارم) یادآوری می‌شود؛ این موارد دو مسئله مهم سیاست خارجی دومین حکومت دموکرات‌ها تحت رهبری گروور کلیولند (۱۸۹۲–۱۸۹۶) بود.
در ماه آوریل سال ۱۸۹۸، بوتل از جملهٔ شش نماینده‌ای بود که بر ضد اعلان جنگ علیه اسپانیا رأی داد.